# 福満村
福満村（ふくみつむら）は、滋賀県犬上郡にあった村。現在の彦根市中心部の南西、概ね犬上川の右岸、東海道本線（琵琶湖線）・南彦根駅の周辺にあたる。

## 地理
- 河川：犬上川

## 歴史
- 1889年（明治22年）4月1日 - 町村制の施行により、竹ヶ鼻村・宇尾村・西今村・野瀬村・戸賀村・平田村・小泉村の区域をもって発足。
- 1937年（昭和12年）2月11日 - 彦根町・松原村・青波村・北青柳村・千本村と合併して彦根市が発足。同日福満村廃止。

## 交通

### 鉄道路線
現在は旧村域に東海道本線（琵琶湖線）の南彦根駅が所在するが、当時は未開業。